# Linden (Nueva Jersey)
Linden es una ciudad ubicada en el condado de Union en el estado estadounidense de Nueva Jersey. En el año 2010 tenía una población de 40,499 habitantes y una densidad poblacional de 1,391.72 personas por km².

## Demografía
Según la Oficina del Censo en 2000 los ingresos medios por hogar en la localidad eran de $46,345 y los ingresos medios por familia eran $45,435. Los hombres tenían unos ingresos medios de $39,457 frente a los $30,395 para las mujeres. La renta per cápita para la localidad era de $21,314. Alrededor del 6.4% de la población estaba por debajo del umbral de pobreza.